# قوات مقاتلي العشائر
قوات مقاتلي العشائر هي ميليشيا متعددة العشائر تابعة لشعبة الاستخبارات العسكرية السورية الناشطة في الحرب الأهلية السورية. بقيادة تركي البوحمد، وهو عضو في المكتب السياسي لحركة الاشتراكيين العرب، تعتبر قوات مقاتلي العشائر عاملا هاما في خطط حكومة الأسد لإعادة السيطرة على شرق ووسط سوريا.

## التاريخ
أسس قوات مقاتلي العشائر تركي البوحمد في عام يقارب 2012 أو بعده، وحاربت على امتداد جزء كبير من سوريا من أجل الحكومة. في مطلع عام 2016، شاركت قوات مقاتلي العشائر في المقام الأول في العمليات التي جرت في البادية السورية وفي الصحراء السورية، مثل هجوم إثريا-الرقة (فبراير–مارس 2016)، وهجوم تدمر (مارس 2016)، ومعركة القريتين (مارس–أبريل 2016). بحلول منتصف عام 2016، حاربت الجماعة في الخطوط الأمامية السورية الوسطى، حيث كانت تحاول القوات الحكومية إحراز تقدم نحو السخنة. في أثناء هذه العمليات، اندلعت منازعات بين مقاتلي العشائر حيث رأى أعضاء إحدى وحداتها الفرعية، وهي بيرق السويداء الدرزية، أن الوعود المتعلقة بالتجنيد لم يتم الوفاء بها. ونتيجة لذلك، تمردوا وحاولوا مغادرة تدمر إلى بيوتهم في السويداء، ولكنهم اعتقلوا من قبل مقاتلي العشائر الآخرين. في النهاية، تدخل رئيس قوات الدفاع الوطني في السويداء لضمان إطلاق سراحهم.
في وقت لاحق من عام 2016، ركزت قوات مقاتلي العشائر في الغالب على العمليات في حلب وما حولها، حيث حاربت في المرحلة الأخيرة من المعركة التي دامت أربع سنوات من أجل المدينة. وساعدوا على التطويق الكامل للأجزاء التي يسيطر عليها المتمردون في حلب، ثم شاركوا في عملية فجر النصر التي شهدت الهزيمة النهائية للمتمردين في المدينة. ولما حققته الميليشيا أثناء هذه الاشتباكات من أداء جيد، أشاد بها زياد علي صالح، رئيس اللجنة الأمنية والعسكرية في حلب. ومع ذلك، أثبتت مجموعة من حوالي 500 من مقاتلي العشائر في الأشهر التالية أنهم يميلون للنهب والمضايقة في صفوف السكان المدنيين في مدينة حلب؛ ولذلك، تم نقلهم لأسباب تأديبية إلى الخفسة. في غضون ذلك، حاربت بقية الميليشيا في ريف حلب الشرقي ضد داعش. في حوالي منتصف عام 2017، شارك رجال تركي البوحمد في الحملة الحكومية لإعادة الاستيلاء على كل وسط سوريا. عندما شن داعش هجوما مضادا كبيرا خلال هذه الحملة واجتاح مواقع حكومية عديدة، فر نحو 79 مقاتل من الميليشيا إلى المناطق التي تسيطر عليها قسد. حاملين أعلاما بيضاء، سلموا أنفسهم إلى قسد لكي يمنعوا داعش من أسرهم. ثم نقل رجال الميليشيا إلى عين العرب، في الوقت الذي بدأت فيه مفاوضات بين قسد والقوات الحكومية للإفراج عنهم. غير أن عشرات من هؤلاء المقاتلين القبليين قرروا في نهاية الأمر الانضمام إلى قسد بدلا من العودة إلى الحكومة، لأنهم شعروا بأن تركي البوحمد قد تخلى عنهم. وزعم أن القائد هرب أثناء الهجوم المضاد الذي شنه داعش مع ترك رجاله وراءه.

## التنظيم والتجنيد
بالإضافة إلى تركي البوحمد، يقود أيضا مقاتلو العشائر شقيقه أحمد البوحمد؛ وكلاهما جزء من قبيلة البوحمد في محافظة الرقة. تدعي الميليشيا التابعة لهما أن لديها آلاف من المؤيدين فيما بين القبائل في وسط سوريا، ومعظم المجندين من أعضاء العشائر السورية الشرقية (مثل محافظتي دير الزور والحسكة)، على الرغم من أن لديها أيضا مقاتلين من محافظات حلب وحماة والسويداء.
الجماعة متحالفة بشكل وثيق مع روسيا ومدعومة منها.